# Toppers in concert 2007
Toppers in concert 2007 is een concert-tour in juni 2007 van De Toppers die op cd en dvd verscheen.
De Toppers gaven 6 concerten in 2007. Er waren gastoptredens van Engelbert Humperdinck, Berget Lewis & Edwin Evers en Lee Towers.
Toppers 2007 werd gesponsord door C1000. Eigenlijk stonden er maar twee concerten gepland, maar door C1000, dit elke tweede kaartje gratis gaf, waren het er uiteindelijk zes. De heren waren in het voorjaar van 2007 te zien in een tv-commercial voor deze supermarkt. Hierdoor steeg de vraag naar de concerten dat C1000 uiteindelijk nog 4 extra avonden verkocht. Het record van 360.000 bezoekers is zowel nationaal als internationaal een record.
Ook het concertduur is een record. Er zijn maar heel weinig concerten die 237 minuten duren, ofwel bijna 4 uur. De cd en Dvd bereikte beiden de eerste positie in de charts.
Tijdens het opzetten van de concerten en tijdens het concert zelf werden de Toppers gevolgd door een cameraploeg voor het programma Toppers: De weg naar de ArenA dat uitgezonden werd door Tien. Dit was het tweede en tevens laatste seizoen.

## Tracklist

### Cd & Dvd

#### Cd
1. Can You Feel It
2. Dance Classics Medley
3. Zangeres Zonder Naam Medley
4. Engelbert Humperdinck Medley
5. John Denver Medley
6. Maak Me Gek
7. Johnny Jordaan Medley
8. Lee Towers Medley
9. Last Dance
10. André Hazes Medley 2007
11. Prince Medley
12. Songfestival Medley 2007
13. Hollandse Medley

#### Dvd 1
1. Can you feel it?
2. Dance classics medley
3. Zangeres Zonder Naam medley
4. Engelbert Humperdinck medley
5. A whiter shade of pale
6. Gospel medley
7. Lionel Richie medley
8. John Denver medley
9. Enough is enough
10. Maak me gek
11. Toppers 2007 medley

#### Dvd 2
1. Latin medley
2. Johnny Jordaan medley
3. Lee Towers medley
4. Number one/One moment in time
5. Last dance
6. Blijf bij mij
7. André Hazes medley 2007
8. Prince medley
9. One/Een glimlach van een kind
10. Elvis medley
11. Bee Gees medley
12. Songfestival medley 2007
13. Hollandse medley
14. TOEGIFT: Over de top!

## Concert

#### Deel 1
1. Can You Feel It?
2. Dance Classics Medley: 
A. Back in love again 
B. Blame it on the boogie 
C. Dr. love 
D. You to me are everything 
E. Kung fu fighting 
F. Dance across the floor
3. Zangers Zonder Naam Medley: 
A. Moeder 
B. 'T was aan de costa del sol 
C. Ach vaderlief 
D. Mag ik van u een lift, meneer? 
E. Mexico
4. Engelbert Humperdinck Medley: De Toppers & Engelbert Humperdinck
A. Blue spanish eyes 
B. A man without love 
C. Quando quando quando 
D. The last waltz 
E. Please release me
5. A Whiter Shade Of Pale René Froger & Engelbert Humperdinck
6. Gospel Medley: Gordon Heuckeroth 
A. Oh happy day 
B. (Your love keeps lifting me) Higher & Higher
7. Lionel Richie Medley: 
A. All night long 
B. Hello 
C. Stuck on you 
D. Angel 
E. Dancing on the ceiling
8. John Denver Medley: 
A. Calypso 
B. Annie's song 
C. Thank god I'm a country boy 
D. Take me home country roads
9. Enough Is Enough Gerard Joling & Gordon Heuckeroth
10. Maak Me Gek Gerard Joling
11. Toppers Medley 2007: 
A. Wild rhythm 
B. Ligt 't nou aan mij 
C. Crying 
D. Crazy way about you 
E. No more bolero's 
F. Omdat ik zoveel van je hou 
G. Caminando 
H. Read my lips 
I. Your place or mine

#### Deel 2
1. Latin Medley: 
A. Carnaval to Paris 
B. La bamba 
C. Un, dos, tres(Maria) 
D. Let's get loud 
E. Conga
2. Johnny Jordaan Medley: 
A. Ik kan ze niet vergeten 
B. Bij ons in de Jordaan 
C. Geef mij maar Amsterdam 
D. Zo zo zo is de Jordaan 
E. Een pikketanussie 
F. Daar mag je alleen maar naar kijken 
G. Ze mogen van me zeggen wat ze willen 
H. Ik kan ze niet vergeten 
I. Bij ons in de Jordaan
3. Lee Towers Medley: De Toppers & Lee Towers
A. New York, New York 
B. I can see clearly now 
C. Run to me 
D. You'll never walk alone
4. Number One / One Moment In Time: René Froger & Gerard Joling 
A. Number one 
B. One moment in time
5. Last Dance Gordon Heukceroth
6. Blijf Bij Mij Gerard Joling & André Hazes (postuum)
7. André Hazes Medley 2007: 
A. Uit m'n bol 
B. Voor mij geen slingers aan de wand 
C. Amor, amor, amor 
D. Zondag 
E. Zo heb ik het nooit bedoeld 
F. Ik meen 't
8. Prince Medley: René Froger 
A. I would die 4 U 
B. 1999 
C. Kiss 
D. Purple rain
9. One / De Glimlach Van Een Kind: Berget Lewis & Edwin Evers 
A. One 
B. De glimlach van een kind
10. Elvis Medley: 
A. Jailhouse rock 
B. Hound dog 
C. Wooden heart 
D. Always on my mind 
E. Can't help falling in love 
F. Suspicious minds 
G. Blue suede shoes
11. Bee Gees Medley: 
A. Staying alive 
B. Night fever 
C. How deep is your love 
D. Tragedy 
E. You should be dancing
12. Songfestival Medley 2007: 
A. Ik zie een ster 
B. Als het om liefde gaat 
C. The party is over now 
D. Alles heeft een ritme 
E. De eerste keer 
F. Hemel & aarde
13. Hollandse Medley: 
A. De woonboot 
B. Een roosje, m'n roosje 
C. Een reisje langs de Rijn 
D. Naar de kermis
14. TOEGIFT Over De Top! 2007

## Hitnotering

### Album Top 100
| Hitnotering: 21-07-2007 t/m 03-11-2007 Hitnotering: 29-12-2007 t/m 29-12-2007 | Hitnotering: 21-07-2007 t/m 03-11-2007 Hitnotering: 29-12-2007 t/m 29-12-2007 | Hitnotering: 21-07-2007 t/m 03-11-2007 Hitnotering: 29-12-2007 t/m 29-12-2007 | Hitnotering: 21-07-2007 t/m 03-11-2007 Hitnotering: 29-12-2007 t/m 29-12-2007 | Hitnotering: 21-07-2007 t/m 03-11-2007 Hitnotering: 29-12-2007 t/m 29-12-2007 | Hitnotering: 21-07-2007 t/m 03-11-2007 Hitnotering: 29-12-2007 t/m 29-12-2007 | Hitnotering: 21-07-2007 t/m 03-11-2007 Hitnotering: 29-12-2007 t/m 29-12-2007 | Hitnotering: 21-07-2007 t/m 03-11-2007 Hitnotering: 29-12-2007 t/m 29-12-2007 | Hitnotering: 21-07-2007 t/m 03-11-2007 Hitnotering: 29-12-2007 t/m 29-12-2007 | Hitnotering: 21-07-2007 t/m 03-11-2007 Hitnotering: 29-12-2007 t/m 29-12-2007 | Hitnotering: 21-07-2007 t/m 03-11-2007 Hitnotering: 29-12-2007 t/m 29-12-2007 | Hitnotering: 21-07-2007 t/m 03-11-2007 Hitnotering: 29-12-2007 t/m 29-12-2007 | Hitnotering: 21-07-2007 t/m 03-11-2007 Hitnotering: 29-12-2007 t/m 29-12-2007 | Hitnotering: 21-07-2007 t/m 03-11-2007 Hitnotering: 29-12-2007 t/m 29-12-2007 | Hitnotering: 21-07-2007 t/m 03-11-2007 Hitnotering: 29-12-2007 t/m 29-12-2007 | Hitnotering: 21-07-2007 t/m 03-11-2007 Hitnotering: 29-12-2007 t/m 29-12-2007 | Hitnotering: 21-07-2007 t/m 03-11-2007 Hitnotering: 29-12-2007 t/m 29-12-2007 | Hitnotering: 21-07-2007 t/m 03-11-2007 Hitnotering: 29-12-2007 t/m 29-12-2007 | Hitnotering: 21-07-2007 t/m 03-11-2007 Hitnotering: 29-12-2007 t/m 29-12-2007 | Hitnotering: 21-07-2007 t/m 03-11-2007 Hitnotering: 29-12-2007 t/m 29-12-2007 | Hitnotering: 21-07-2007 t/m 03-11-2007 Hitnotering: 29-12-2007 t/m 29-12-2007 | Hitnotering: 21-07-2007 t/m 03-11-2007 Hitnotering: 29-12-2007 t/m 29-12-2007 |
| Week                                                                          | 1                                                                             | 2                                                                             | 3                                                                             | 4                                                                             | 5                                                                             | 6                                                                             | 7                                                                             | 8                                                                             | 9                                                                             | 10                                                                            | 11                                                                            | 12                                                                            | 13                                                                            | 14                                                                            | 15                                                                            | 16                                                                            |                                                                               | 17                                                                            | 18                                                                            | 19                                                                            |                                                                               |
| ----------------------------------------------------------------------------- | ----------------------------------------------------------------------------- | ----------------------------------------------------------------------------- | ----------------------------------------------------------------------------- | ----------------------------------------------------------------------------- | ----------------------------------------------------------------------------- | ----------------------------------------------------------------------------- | ----------------------------------------------------------------------------- | ----------------------------------------------------------------------------- | ----------------------------------------------------------------------------- | ----------------------------------------------------------------------------- | ----------------------------------------------------------------------------- | ----------------------------------------------------------------------------- | ----------------------------------------------------------------------------- | ----------------------------------------------------------------------------- | ----------------------------------------------------------------------------- | ----------------------------------------------------------------------------- | ----------------------------------------------------------------------------- | ----------------------------------------------------------------------------- | ----------------------------------------------------------------------------- | ----------------------------------------------------------------------------- | ----------------------------------------------------------------------------- |
| Nummer                                                                        | 2                                                                             | 1                                                                             | 2                                                                             | 2                                                                             | 3                                                                             | 7                                                                             | 10                                                                            | 14                                                                            | 4                                                                             | 23                                                                            | 31                                                                            | 55                                                                            | 50                                                                            | 65                                                                            | 74                                                                            | 97                                                                            | uit                                                                           | 97                                                                            | 93                                                                            | 88                                                                            |                                                                               |

### Music Dvd Top 30
| Nummer | 1  | 1  | 1   | 1  | 1   | 1  | 1   | 3  | 2  | 4  | 7  | 6  | 7  | 6   | 4  |
| Week   | 16 | 17 | 18  | 19 | 20  | 21 | 22  | 23 | 24 | 25 | 26 | 27 | 28 | 29  | 30 |
| Nummer | 6  | 7  | 9   | 8  | 8   | 10 | 10  | 7  | 7  | 7  | 4  | 4  | 4  | 7   | 10 |
| Week   | 31 | 32 | 33  | 34 | 35  | 36 | 37  | 38 | 39 | 40 | 41 | 42 | 43 | 44  | 45 |
| Nummer | 8  | 5  | 6   | 8  | 7   | 6  | 4   | 4  | 6  | 7  | 15 | 16 | 16 | 14  | 13 |
| Week   | 46 | 47 | 48  | 49 | 50  | 51 | 52  | 53 | 54 | 55 | 56 | 57 | 58 | 59  | 60 |
| Nummer | 11 | 13 | 10  | 9  | 14  | 9  | 16  | 14 | 15 | 17 | 17 | 18 | 23 | 25  | 18 |
| Week   | 61 | 62 |     | 63 | 64  | 65 | 66  | 67 | 68 | 69 | 70 | 71 | 72 |     | 73 |
| Nummer | 17 | 17 | uit | 27 | 29  | 26 | 20  | 16 | 19 | 17 | 19 | 21 | 22 | uit | 26 |
| Week   | 74 | 75 |     | 76 |     | 77 |     |    |    |    |    |    |    |     |    |
| Nummer | 28 | 26 | uit | 25 | uit | 30 | uit |    |    |    |    |    |    |     |    |